# Hisingergletsjer
De Hisingergletsjer is een gletsjer in Nationaal park Noordoost-Groenland in het oosten van Groenland.

## Geografie
De gletsjer is zuidwest-noordoost georiënteerd en heeft een lengte van meer dan 40 kilometer. Ze mondt in het noordoosten uit in het Dicksonfjord. In het zuidwesten sluit de Verenagletsjer aan op de Hisingergletsjer. In het noordwesten ligt er een gletsjermeertje met aan de andere zijde ervan de Passagegletsjer. Ruim vijftien kilometer naar het oosten van de monding mondt de Fulachgletsjer uit in het Dicksonfjord. Ongeveer tien kilometer naar het zuidoosten vanaf het begin van de gletsjer ligt de Wahlenberggletsjer.
In het noordwesten wordt de gletsjer begrensd door het Goodenoughland, in het uiterste noordoosten door het Suessland en in het zuidoosten door het Gletscherland.